# Maikki Friberg
Maria Elisabeth (Maikki) Friberg, född 5 januari 1861 i Kankaanpää, död 6 november 1927 i Helsingfors, var en tvåspråkig (finska/svenska) finländsk journalist, filosofie doktor, debattör och kvinnosakskvinna. 
Då Friberg blev tidigt faderlös, bidrog hon från 15 års ålder till sin egen försörjning, först som barnträdgårdslärare, sedan som skollärare. Hon följde jämsides undervisning vid Helsingfors universitet. 
Genom Alli Trygg blev hon kvinnosaksaktivist, först i Finsk kvinnoförening (Suomen naisliitto). År 1892 var hon med och grundade kvinnoorganisationen Unionen, som hon blev ordförande för år 1920. Hon hade många vänner i Danmark, bland andra Matilde och Fredrik Bajer. En tid studerade hon i Berlin bland annat för sociologen och filosofen Georg von Gizycki, sedan i Bern där hon avlade doktorsexamen 1896.
År 1892 deltog hon med föredrag på den internationella kvinnokongressen i Paris tillsammans med Ida Molander. Från 1897 till 1903 vistades hon främst utomlands och arbetade för att göra Finlands svåra ställning under ryskt förtryck känt. När det lättade kunde hon komma hem. Åren 1898–1900 fungerade hon som redaktör för kvinnosakstidskriften Nutid. Senare fungerade Friberg som utgivare för den finskspråkiga kvinnosakstidskriften Naisten Ääni (sv. Kvinnornas röst) i 22 år. Hon deltog ofta i internationella och nordiska kongresser som representant för bland annat Unionen.
Maikki Friberg-priset instiftades år 1995 vid Helsingfors universitet och är det första jämställdhetspriset vid de finländska universiteten.